# Liste der Bürgermeister von Timișoara
Dies ist eine Liste der Bürgermeister von Timișoara, der Hauptstadt des westrumänischen Kreises Timiș.

## 18. Jahrhundert
- Tobias Balthasar Hold, 1718–1719
- Florian Blam, 1719–1720
- Tobias Balthasar Hold, 1720–1722
- Peter Solderer, 1721–1741
- Andreas Pfann, 1742–1745
- Peter Mayer, 1745–1749
- Joseph Leibnitzer, 1749–1754
- Michael Auer, 1754–1756
- Anton Klang, 1756–1758
- Pietro A. Delpondio, 1758–1761
- Adam Ebelshauser, 1761–1762
- Joseph Anton Kulterer, 1762–1771
- Bartalus Lederer, 1771–1774
- Pietro A. Delpondio, 1774–1780
- Johann Michael Lendolt, 1780–1782
- Michael P. Anton Delpondio und Adam Ingrueber, 1782–1786
- Thomas Reyhüber, 1786–1787
- Sebastian Schmid, 1787–1789
- Ignatius Koppauer, 1789–1808

## 19. Jahrhundert
- Simeon Petrovici, 1808–1810
- Peter Plavisics, 1810–1812
- Michael Kuenalter, 1812–1816
- Jozsef Tessenyi, 1816–1819
- Josef Klapka, 1819–1833
- János Koronghi–Speckner, 1833–1844
- Johann Nepomuk Preyer, 1844–1858
- Aloise Marguet (comisar guvernial), 1858–1859
- Karl Küttel, 1859–1861
- Josef Weigl, 1861–1867
- Karl Küttel, 1867–1872
- Franz Steiner, 1872–1876
- János Török, 1876–1885
- Karl Telbisz, 1885–1914

## 20. Jahrhundert
- József Geml, 1914–1919
- Stan Vidrighin, 1. September 1919 – 30. April 1921
- Cornel Grofșorean, 30. April 1921 – 3. Januar 1922
- Stan Vidrighin, 3. Januar 1922 – 31. August 1922
- Lucian Georgevici, 31. August 1922 – 17. April 1926
- Samuil Sagovici, 17. April 1926 – 1. Juni 1926
- Ioan Doboșan, 1. Juni 1926 – 2. September 1927
- Josef Gabriel, 2. September 1927 – 21. September 1927
- Lucian Georgevici, 21. September 1927 – 12. Januar 1929
- Gheorghe Crăciun, 12. Januar 1929 – 9. März 1929
- Gheorghe Domășneanu, 9. März 1929 – 7. Dezember 1929
- Franz Schmitz, 7. Dezember  1929 – 23. Dezember 1929
- Coriolan Băran, 23. Dezember 1929 – 28. August 1930
- Coriolan Balta, 28. August 1930 – 17. August 1931
- Cornel Grofșorean, 17. August 1931 – 18. Juni 1932
- Cornel Lazăr, 18. Juni 1932 – 17. Dezember 1932
- Liviu Gabor, 17. Dezember  1932 – 26. November 1933
- Petru Olariu, 26. November 1933 – 11. Dezember 1933
- Augustin Coman, 11. Dezember 1933 – 1. Dezember 1937
- Alexandru Miletici, 1. Dezember 1937 – 3. Januar 1938
- Gheorghe Andrașiu, 3. Januar 1938 – 11. Februar 1938
- Nicolaie Table, 11. Januar 1938 – 17. Februar 1938
- Vasile M. Teodorescu, 17. Februar 1938 – 11. März 1938
- Rodig Modreanu, 11. März 1938 – 26. September 1938
- Coriolan Băran, 26. September 1938 – 6. Februar 1939
- Emil Tieranu, 6. Februar 1939 – 22. Februar 1939
- Coriolan Băran, 22. Dezember 1939 – 6. Oktober 1940
- Ilie Radu, 6. Oktober 1940 – 29. Januar 1941
- Hans Jung, 29. Januar 1941 – 5. Februar 1941
- Eugen Pop, 5. Februar 1941 – 1943
- Emil Tieran, 1943–1949
- Iosif Petric, 1946–1948
- Nicolae Botezatu, 1949–1961
- Ioan Popeți, 1961–1962
- Leonida Tămaș, 1962–1968
- Coriolan Pop, 1968–1971
- George Micota, 1971–1978
- Radu Bălan, 1978–1981
- Petru Moț, 1981–1989
- Pompiliu Alămorean, 1989–1990
- Liviu Borha, 1990–1992
- Viorel Oancea, 1992–1996[1]
- Gheorghe Coriolan Ciuhandu, 1996 – September 2012

## 21. Jahrhundert
- Nicolae Robu, 2012 – September 2020
- Dominic Fritz, September 2020 – heute